# Massacre de Cadereyta Jiménez
O Massacre de Cadereyta Jiménez foi uma chacina que ocorreu na Carretera Federal 40, rodovia mexicana que cruza o norte do país, em 13 de Maio de 2012. Autoridades mexicanas afirmaram que 49 pessoas foram decapitadas e mutiladas por membros do cartel de drogas Los Zetas e seus corpos encontrados despejados próximo à uma estrada, nas proximidades da cidade de Monterrei, no norte do México. O Blog del Narco, um blog que documenta eventos e pessoas relacionadas à guerra das drogas do México anonimamente, informou que o número de mortos real (não oficial) pode ser mais de 68 pessoas. Os corpos foram encontrados na cidade de San Juan, no município de Cadereyta Jiménez, Nuevo León, por volta das 4 horas da manhã em uma estrada que leva à Reynosa, Tamaulipas.

## Rota de drogas
A Região Metropolitana de Monterrey é um centro de armazenamento importante para maconha, cocaína e outras drogas ilícitas que tem como destino final os consumidores dos Estados Unidos. Os poços de gás natural e gasodutos que atravessam a cidade de Cadereyta além da fronteira Estados Unidos-México, tem sido muito aproveitadas por ladrões, fornecendo gasolina e outros recursos naturais para submundo do crime do México. Pequenas cidades, fazendas e comunidades isoladas em Nuevo León tem sido apreciados por traficantes de drogas. As organizações mexicanas de tráfico de drogas têm lutado para o controle territorial das rotas de contrabando para os Estados Unidos e este massacre é considerado o "golpe mais recente em uma guerra em escala de intimidação entre gangues de traficantes". Os cartéis também lutam pelo controle dos mercados locais de drogas e extorsão, inclusive extorsões de migrantes que procuram chegar aos Estados Unidos. Além disso, a descoberta parece ecoar vários outros eventos de assassínios em massa, onde os cartéis de drogas deixaram um grande número de corpos em locais públicos como alertas a seus rivais. As autoridades culparam grande parte da violência ao grupo Los Zetas, um cartel originalmente criado por ex-comandos que desertaram do exército mexicano na década de 1990 e o cartel de Sinaloa, uma organização liderada por Joaquín Guzmán Loera (El Chapo), traficante mais procurado do México.

## Investigação
Em 2012, o estado de Nuevo León e suas áreas vizinhas tornaram-se um campo de batalha de um conflito violento entre dois cartéis de drogas que atuam no nordeste do México, Los Zetas e o Cartel do Golfo. Relatos de desaparecimentos forçados não tem sido incomum nos últimos anos. E o município de Cadereyta Jiménez - uma comunidade de classe média e industrial onde os corpos foram encontrados - é conhecida por sua fábrica de vassouras, uma refinaria de petróleo instalada em seu território e seu papel histórico como um dos primeiros lugares onde o beisebol foi jogado no México. Apesar disso, ao menos cinco funcionários municipais foram mortos em abril de 2012, a menos de uma semana antes do massacre. O município ostenta o título de município mais violento do estado de Nuevo León apesar de não fazer parte da área metropolitana de Monterrey.
Inicialmente, as autoridades mexicanas pensavam que havia 37 corpos no local, no entanto, após análise mais detalhada da cena, os números oficiais chegaram a 49 mortos. As vítimas estavam todas sem cabeça e desmembradas, nenhuma das vítimas foi morta a tiros. Um escritório de advogacacia declarou que as vítimas foram desmembrados para evitar que sejam identificadas. No entanto, acredita-se que as vítimas tenham mais de 25 anos de idade e muitos deles tinham tatuagens da "Muerte Santa" - uma mulher esquelética - o que poderia facilitar a identificação dos corpos. Os corpos foram levados para o hospital da Universidade de Monterrey para testes de DNA e uma investigação mais aprofundada.

## Resposta do governo
Logo após o massacre, a rodovia foi fechada e mais de 50 policiais foram designados para proteger o município de Cadereyta.
O governo federal mexicano condenou os ataques e afirmou que vai agir "com toda a sua força" para efetivar a justiça. A Secretaria de Governo ofereceu seu apoio para ajudar as autoridades do estado de Nuevo León na busca pelos responsáveis. As autoridades municipais do Estado também foram convidados a manter a coordenação e trabalhar em conjunto com o Governo Federal.
E apesar de todo o temor as autoridades mexicanas, pediram à população para manter a calma, já que o massacre ocorreu em uma área remota e na escuridão da madrugada.
O governo mexicano ofereceu uma recompensa de até 30 milhões de pesos (Cerca de US$ 2 milhões de dólares) para quem fornecer informações que levem à captura de pessoas ligadas ao atentado.